# Ngày Chủ nhật đẫm máu (1969)

Đưa tin về cuộc biểu tình trên Hürriyet. Kanlı Pazar dịch đây là "Ngày Chủ nhật đẫm máu".

Ngày Chủ nhật đẫm máu (tiếng Thổ Nhĩ Kỳ: Kanlı Pazar) là tên gọi được đặt cho phong trào phản cách mạng với cuộc biểu tình cánh tả diễn ra vào ngày 16 tháng 2 năm 1969 ở Quảng trường Beyazıt của Istanbul, Thổ Nhĩ Kỳ.
Vào lúc 11 giờ, hàng nghìn sinh viên cánh tả được các liên đoàn lao động và đảng lao động hậu thuẫn bắt đầu tập trung ở Beyazıt nhằm phản đối việc Hạm đội 6 Hoa Kỳ thả neo tại Bosporus. Lộ trình biểu tình bắt đầu từ Quảng trường Beyazıt, đi qua Karaköy, Tophane và Gümüşsuyu, tại đây họ tưởng niệm cái chết của sinh viên Vedat Demircioğlu ở Đại học Kỹ thuật Istanbul. Trong khi đó, các sinh viên cánh hữu đã gặp nhau tại Nhà thờ Hồi giáo Dolmabahçe nhằm trấn áp cuộc biểu tình của cánh tả và cầu nguyện. Cảnh sát, đại diện chính thức của nhà nước, đợi sẵn tại Taksim ở cả hai cánh. Cuối cùng vào khoảng 4 giờ chiều, cuộc đụng độ đã diễn ra ở Quảng trường Taksim khiến đường phố trở thành bãi chiến trường. Dùi cui và dao được sử dụng, cocktail Molotov được ném đi. Tổng cộng đã có hai người phe cánh tả chết và nhiều người khác bị thương.

## Bối cảnh và diễn biến
Một cuộc đảo chính năm 1960 đã cho phép một nhóm sĩ quan quân đội Thổ Nhĩ Kỳ nắm quyền kiểm soát đất nước. Dưới chính phủ mới được thành lập, căng thẳng giữa các tầng lớp lao động ngày càng gia tăng và chủ nghĩa bài Mỹ tăng theo. Các tầng lớp của các phong trào lao động và phe cánh tả Thổ Nhĩ Kỳ bắt đầu phản đối những gì mà họ xem là của chủ nghĩa đế quốc Mỹ. Căng thẳng chính trị giữa cánh hữu và cánh tả tăng cao trong hầu hết những năm 1960 và 1970.
Các cuộc biểu tình gia tăng sau khi Hạm đội 6 Hoa Kỳ đến Thổ Nhĩ Kỳ. Tình trạng bất ổn lên đến đỉnh điểm vào ngày 16 tháng 2 năm 1969, khi 30.000 người tuần hành trên Quảng trường Taksim. Cuộc biểu tình đã bị cảnh sát giải tán, nhưng hàng nghìn người vẫn tiếp tục tuần hành về phía Taksim. Chính vào lúc này, một lực lượng phản cách mạng đã tấn công một nhóm lớn người biểu tình này bằng dao và gậy. Trong cuộc đối đầu này, hai người biểu tình, Ali Turgut và Duran Erdoğan, đã thiệt mạng. Feroz Ahmad, một chuyên gia nổi tiếng về Ấn Độ  – Thổ Nhĩ Kỳ, đã coi Ngày Chủ nhật đẫm máu là "một ví dụ về bạo lực phát xít có tổ chức", ám chỉ các phần tử cánh hữu chịu trách nhiệm về phần lớn bạo lực.

## Hậu quả
Các cuộc tấn công tương tự nhằm vào các nhóm lao động của các phần tử cánh hữu trong chính phủ và chính trường Thổ Nhĩ Kỳ xảy ra vào năm 1971 và 1977. Vụ thảm sát năm 1977 được coi là "Ngày Chủ nhật Đẫm máu thứ hai" của Thổ Nhĩ Kỳ.